# Trianthema crystallina
Trianthema crystallina är en isörtsväxtart som först beskrevs av Forsk., och fick sitt nu gällande namn av Vahl. Trianthema crystallina ingår i släktet Trianthema och familjen isörtsväxter. Inga underarter finns listade i Catalogue of Life.